# ATP World Tour Finals 2016
L'ATP World Tour Finals 2016 (chiamato anche Barclays ATP World Tour Finals 2016 per motivi di sponsorizzazione) è stato un torneo di tennis che si è disputato a Londra, nel Regno Unito, dal 13 al 20 novembre 2016 sul campo di cemento indoor dell'O2 Arena. È stato l'evento conclusivo dell'ATP World Tour 2016, a cui partecipano i primi 8 giocatori della classifica ATP di singolare e le prime 8 coppie della classifica di doppio. È stata la 47ª edizione per quanto riguarda il torneo di singolare e della 42ª per quanto riguarda quello di doppio.

## Qualificazioni

### Regolamento
Gli 8 giocatori che hanno accumulato il maggior numero di punti validi nei tornei del Grande Slam, dell'ATP World Tour 2016 e nella Coppa Davis 2016 ottengono la qualificazione per il torneo. I punti validi comprendono tutti quelli ottenuti nel 2016, più quelli derivati dalla finale di Coppa Davis 2015 e da tutti i tornei Challenger disputati dopo l'ATP World Tour Finals 2015.
Per qualificarsi, un giocatore che ha terminato la stagione 2015 fra i primi 30 deve partecipare ai quattro tornei Slam e ad otto tornei ATP World Tour Masters 1000 nel corso del 2016. Inoltre vengono conteggiati per la classifica i suoi 4 migliori risultati nei tornei ATP World Tour 500 series e i migliori 2 nei tornei ATP World Tour 250 series. Ai giocatori che non parteciperanno ad uno di questi eventi vengono conteggiati 0 punti per il torneo. Il Monte Carlo Masters è diventato facoltativo dal 2009, e se un giocatore decide di parteciparvi il risultato sarà conteggiato come uno dei 4 tornei 500. La Coppa Davis viene anch'essa conteggiata come un torneo 500, se il giocatore non avrà disputato un numero sufficiente di tornei di questa fascia, e se non avrà ottenuto risultati migliori nei 250 o nei Challenger. Se il giocatore (ad esempio per infortunio) non può partecipare ai tornei prestabiliti, nei 18 tornei validi per la classifica vengono conteggiati i risultati migliori nei tornei 250 o Challenger.
Un giocatore che è impossibilitato a partecipare ai tornei a causa di un infortunio, non riceve alcuna penalità. L'ATP World Tour Finals 2016 conterà come un 19º torneo aggiuntivo nella classifica degli otto qualificati.

### Singolare
| Gruppo John McEnroe |
| Gruppo Ivan Lendl   |

| # | Giocatore     | Punti  | Tornei | Data di qualificazione |
| - | ------------- | ------ | ------ | ---------------------- |
| 1 | Andy Murray   | 11,185 | 17     | 8 luglio               |
| 2 | Novak Đoković | 10,780 | 17     | 2 giugno               |
| 3 | Stan Wawrinka | 5,115  | 20     | 12 settembre           |
| 4 | Milos Raonic  | 5,050  | 18     | 9 ottobre              |
| 5 | Kei Nishikori | 4,705  | 20     | 13 ottobre             |
| 6 | Gaël Monfils  | 3,625  | 18     | 27 ottobre             |
| 7 | Marin Čilić   | 3,450  | 22     | 3 novembre             |
| 8 | Dominic Thiem | 3,215  | 27     | 4 novembre             |

Il 2 giugno dopo aver vinto il Roland Garros, Novak Đoković è il primo giocatore a qualificarsi per le finals.

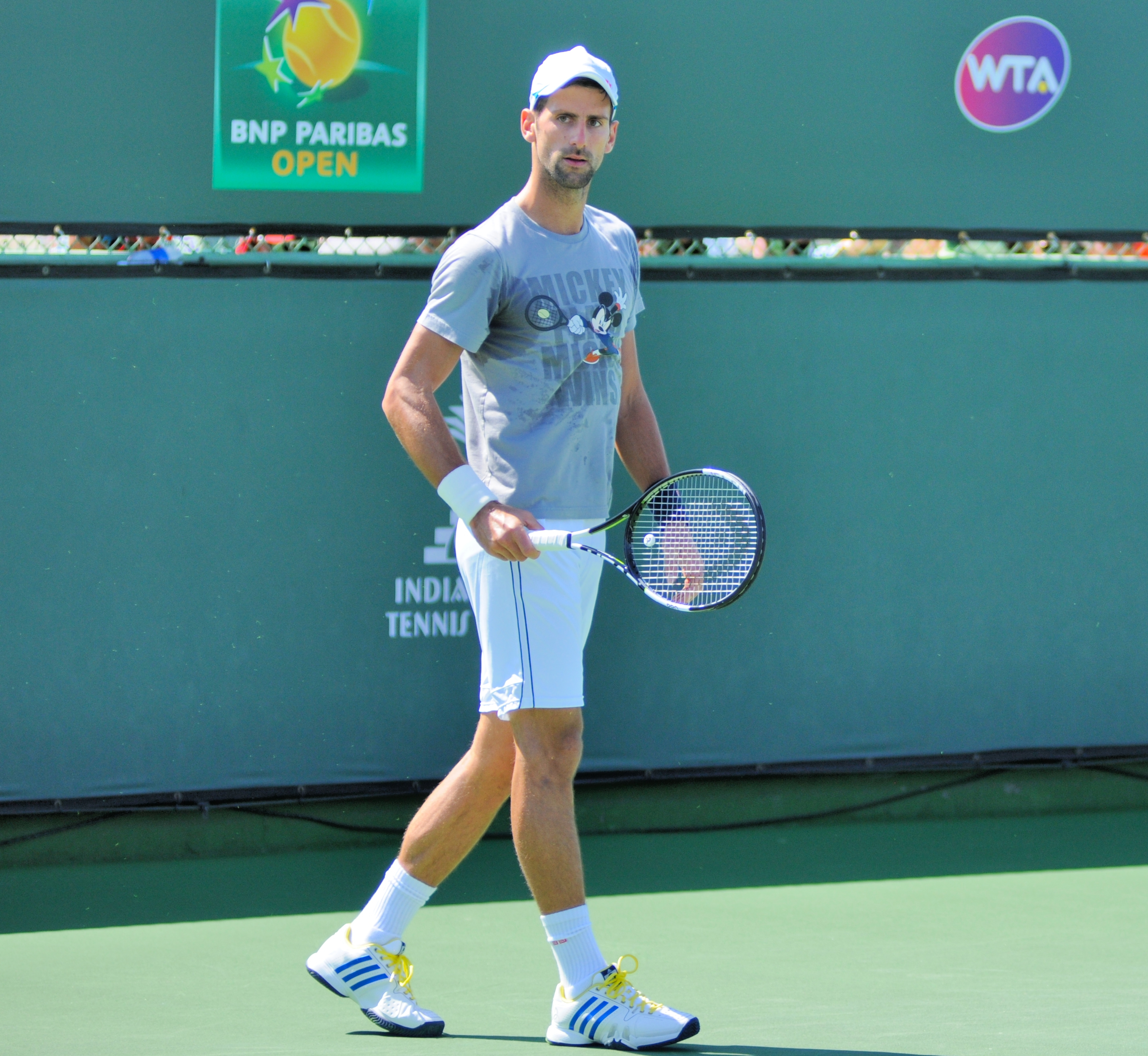
Novak Đoković con la vittoria al Roland Garros completa il Career Grand Slam e il Novak Slam ma perde la testa della classifica

Novak Đoković inizia la stagione vincendo il torneo di Doha superando Rafael Nadal in due set in finale. Vince poi il suo sesto Australian Open battendo in finale Andy Murray con lo score di 6–1, 7–5, 7–6(3). Torna poi in campo a Dubai dove si ritira nel suo incontro di quarti di finale contro Feliciano López. La settimana successiva vince i suoi due incontri di singolare per la Serbia contro il Kazakistan negli ottavi di finale di Coppa Davis. Vince poi Indian Wells e Miami vincendo in finale rispettivamente con Milos Raonic e Kei Nishikori. Inizia la stagione sul rosso con la sconfitta a sorpresa all'esordio del torneo di Monte Carlo per mano di Jiří Veselý. Vince poi il Mutua Madrid Open battendo in finale il campione uscente Murray in tre combattuti set. La settimana seguente si ripete la stessa finale a Roma, ma questa volta è Murray ad avere la meglio con un doppio 6-3. Partecipa quindi agli Open di Francia, unico slam mancante nella sua bacheca, dopo una prima settimana non brillante in cui comunque perde un solo set, sconfigge in sequenza Tomáš Berdych e Dominic Thiem raggiungendo la sua quarta finale a Parigi, ancora una volta è Murray ad affrontarlo in finale che dopo aver vinto il primo set però cede permettendo al serbo di completare il Career Grand Slam e il Novak Slam. Infatti per la prima volta dopo Rod Laver nel 1968 un tennista detiene tutti e quattro i tornei dello slam. A Wimbledon viene sconfitto a sorpresa al terzo turno in quattro set da Sam Querrey. Non partecipa ai quarti di finale di Coppa Davis. Inizia la stagione sul cemento americano con la vittoria in finale a Toronto su Kei Nishikori. Prende parte alle olimpiadi ma esce in lacrime dopo la sconfitta al primo turno, in due set per mano di un rientrante Juan Martín del Potro. Annuncia poi il suo ritiro dal torneo di Cincinnati per un problema al polso. Raggiunge la finale degli US Open dove viene sconfitto da Stan Wawrinka col punteggio di 6(1)-7, 6-4, 7-5, 6-3. Non ancora del tutto recuperato dall'infortunio al polso è costretto a ritirarsi dal torneo di Pechino. La settimana seguente partecipa al Shanghai Rolex Masters dove viene fermato in semifinale da Roberto Bautista Agut. Torna in campo a Parigi dove deve difendere la prima posizione del ranking. Non riesce a difenderla a causa della sconfitta nei quarti di finale con Marin Čilić, per la prima volta in carriera, e del successivo approdo in finale di Murray. È la sua decima qualificazione alle Finals.
L'8 luglio dopo aver conquistato il suo secondo Wimbledon, Andy Murray si qualifica al Masters.

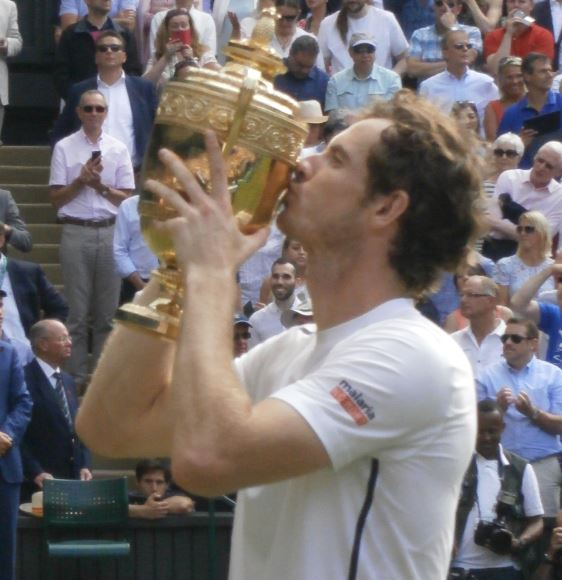
Andy Murray raggiunge la finale dei primi tre slam vincendo il suo secondo Wimbledon e diventa il nuovo numero uno del mondo

Andy Murray ha cominciato la stagione in Australia dove perde in finale da Novak Đoković con il punteggio di 1-6, 5-7, 6(3)–7. Negli ottavi di finale di Coppa Davis conquista due punti per la Gran Bretagna battendo Tarō Daniel e Kei Nishikori. Viene sconfitto al terzo turno di Indian Wells e Miami per mano rispettivamente di Federico Delbonis e Grigor Dimitrov. Al Monte Carlo Masters viene sconfitto in semifinale da Rafael Nadal. Nel master di Madrid dove difendeva il titolo viene fermato da Novak Đoković. La settimana successiva va in scena la stessa finale e questa volta Murray conquista il suo primo titolo agli Internazionali d'Italia. All'Open di Francia viene sconfitto in finale anche una volta da Đoković dopo aver vinto il primo set. Inizia la stagione su erba confermando il suo secondo titolo consecutivo agli AEGON Championships sconfiggendo Milos Raonic in finale. Conquista il secondo titolo a Wimbledon, terza finale slam consecutiva, battendo agevolmente in finale Milos Raonic. Non partecipa ai quarti di finale di Coppa Davis e si ritira dalla Rogers Cup dove deteneva il titolo. Prende parte alle olimpiadi dove conquista la medaglia d'oro per la seconda volta consecutiva entrando nella storia come primo tennista a riuscire a concedere il bis. La settimana seguente raggiunge la finale a Cincinnati dove viene sconfitto da Marin Čilić. Agli US Open viene fermato da Kei Nishikori nei quarti di finale. Prende parte alle semifinali di Coppa Davis dove viene sconfitto da Juan Martín del Potro in cinque set, in coppia col fratello batte Juan Martín del Potro e Leonardo Mayer per poi conquista il punto del 2-2 battendo in tre set Guido Pella. Conquista poi tre titoli consecutivi a Pechino, Shanghai e Vienna portandosi a soli 415 da Đoković nella race. A Parigi tenta l'assalto alla prima posizione del ranking battendo in sequenza Fernando Verdasco, Lucas Pouille e Tomáš Berdych. Il 4 novembre con la sconfitta del serbo nei quarti di finale e la sua vittoria su Berdych si porta ad una vittoria dall'essere numero uno. Il giorno seguente col ritiro di Milos Raonic in semifinale riesce nell'impresa. Vince poi il torneo battendo in finale John Isner. È la nona qualificazione al Master di fine anno.
Il 12 settembre dopo la vittoria allo US Open, Stan Wawrinka diventa il terzo giocatore a qualificarsi.

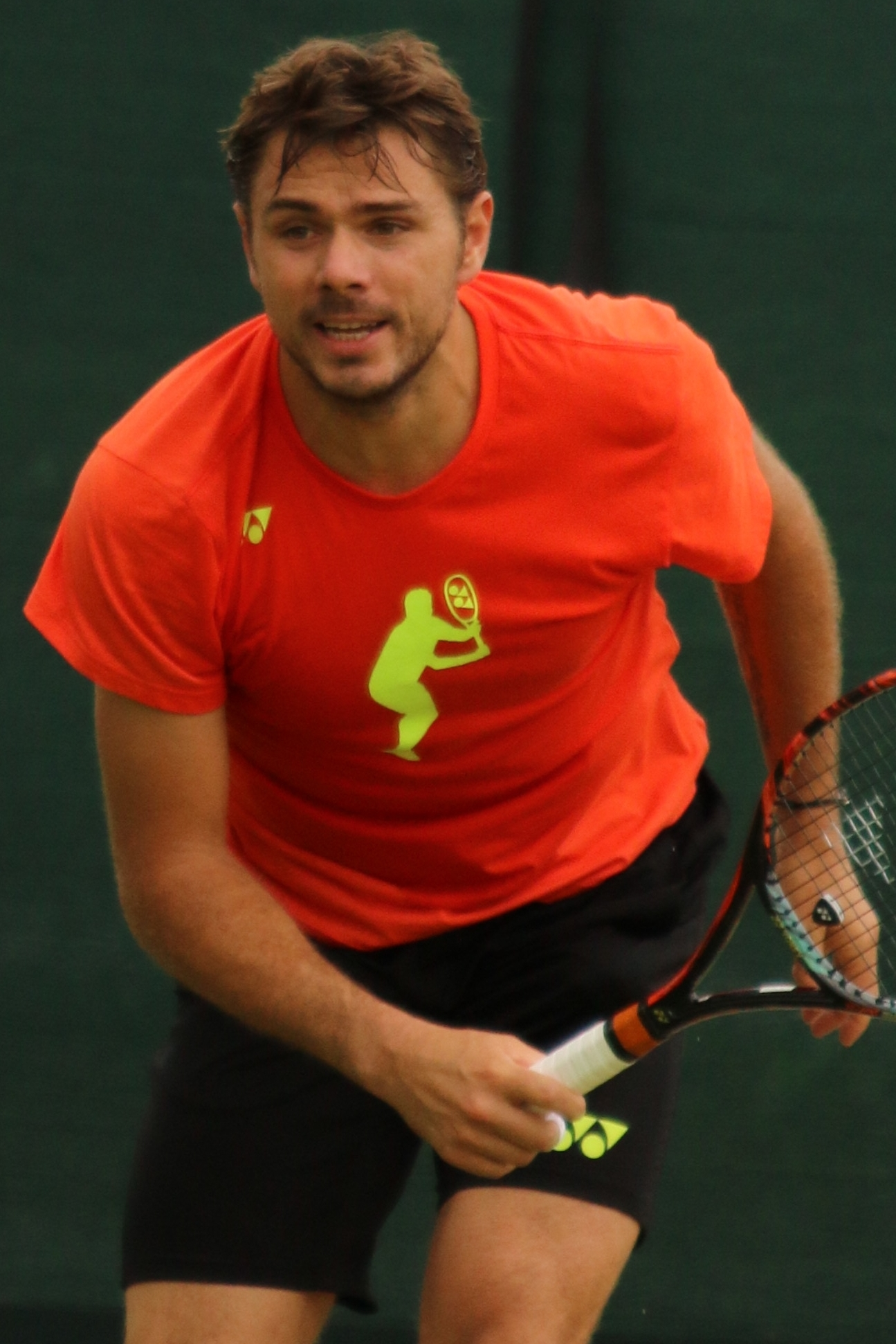
Stan Wawrinka vince il suo primo US Open

Stan Wawrinka inizia la stagione col terzo titolo consecutivo al torneo di Chennai. Agli Australian Open si ferma al quarto turno per mano di Milos Raonic. Prende parte al torneo di Marsiglia ma viene sconfitto nei quarti di finale da Benoît Paire in tre set. La settimana seguente conquista il Dubai Tennis Championships battendo in finale Marcos Baghdatis. Si ferma al quarto turno ad Indian Wells e all'esordio a Miami, battuto da David Goffin e Andrej Kuznecov. Viene battuto da Rafael Nadal ai quarti di finale del Monte Carlo Masters. Subisce altre due uscite premature a Madrid e Roma. Vince poi il torneo di Ginevra su Marin Čilić. Non riesce a difendere il titolo conquistato l'anno precedente al Roland Garros, battuto in quattro set da Andy Murray in semifinale. Viene eliminato all'esordio dell'AEGON Championships. A Wimbledon viene sconfitto da Juan Martín del Potro al secondo turno. Torna in campo a Toronto dove si spinge in semifinale fermato da Kei Nishikori. Salta le olimpiadi a causa di un infortunio alla schiena. Viene eliminato al terzo turno del Western & Southern Open da Grigor Dimitrov. Si presenta agli US Open e riesce a conquistare il titolo superando del Potro nei quarti di finale, Nishikori in semifinale e il numero uno del mondo Đoković nella finale. Torna in campo due settimane dopo a San Pietroburgo, dove viene battuto in finale da Alexander Zverev col punteggio di 6-2, 3-6, 7-5. Non difende il titolo conquistato a Tokyo nel 2015 per un problema alla schiena. Esce poi al terzo turno a Shanghai in due set per mano di Gilles Simon. A Basilea raggiunge i quarti di finale dove viene eliminato da Miša Zverev. Viene poi sorpreso all'esordio nel torneo di Bercy dal qualificato Jan-Lennard Struff. È il suo quarto anno consecutivo al torneo di fine anno.
Il 9 ottobre è Milos Raonic ad ottenere la qualificazione.

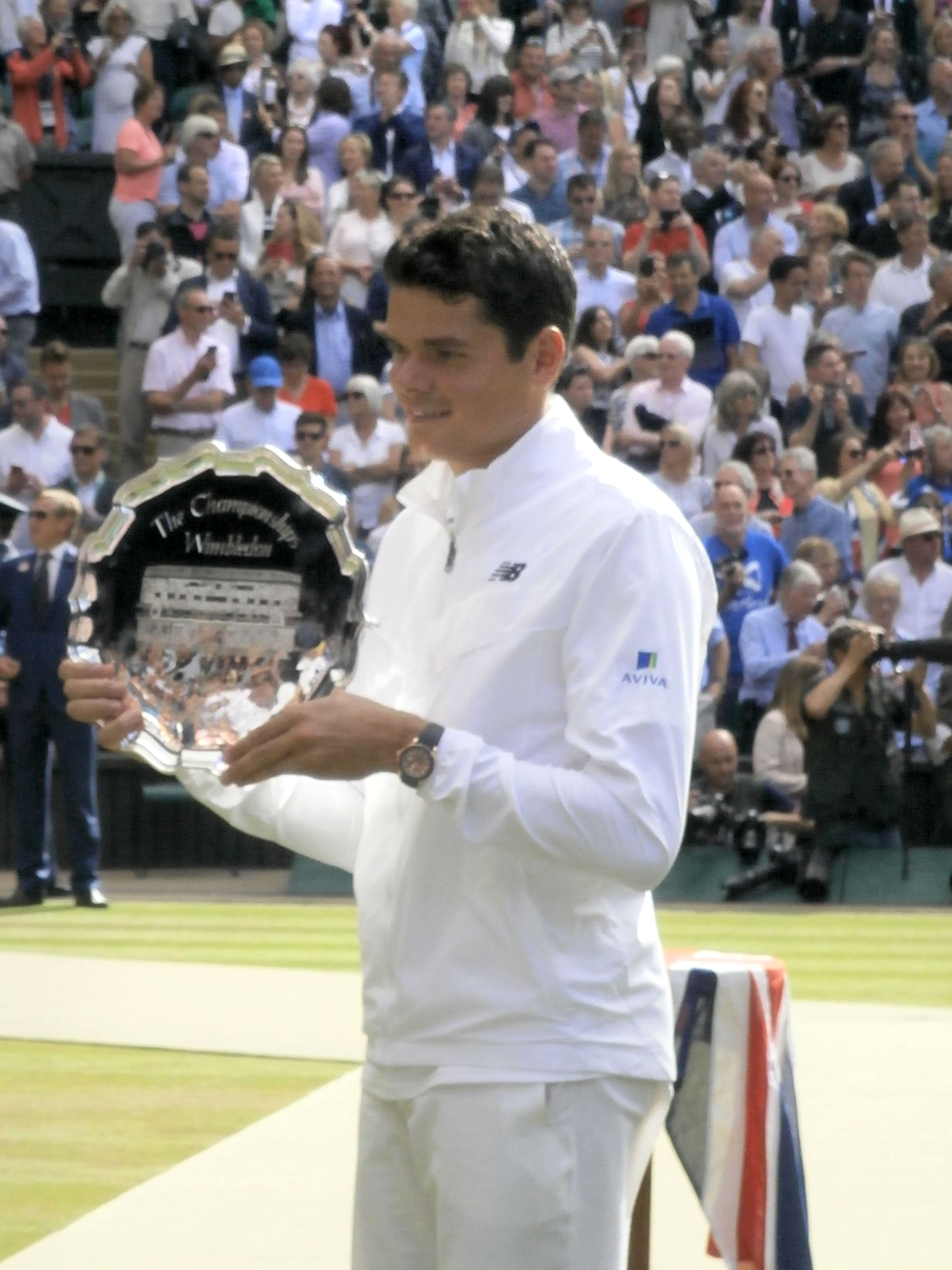
Milos Raonic raggiunge la sua prima finale slam a Wimbledon

Milos Raonic inizia la stagione conquistando il titolo a Brisbane con un doppio 6-4 in finale su Roger Federer. Raggiunge la prima semifinale in uno slam agli Australian Open ma viene sconfitto in cinque set da Andy Murray. Raggiunge la finale ad Indian Wells dove affronta Novak Đoković perdendo malamente per 2-6, 0-6. A Miami viene battitp om die set da Nick Kyrgios nei quarti di finale. Anche al Monte Carlo Masters non va oltre i quarti di finale fermato da Rafael Nadal. Risultano fatali i quarti di finale anche a Madrid questa volta per mano di Đoković. Si sottopone ad un intervento al piede ed è costretto a saltare gli Internazionali. Riesce a recuperare in tempo per gli Open di Francia dove viene fermato da Albert Ramos Viñolas-Viñolas negli ottavi di finale. Raggiunge la finale del torneo di Londra battuto da Murray. La stessa finale va in scena a Wimbledon e il risultato è lo stesso con la vittoria di Murray. Nel torneo di Toronto viene battuto nei quarti di finale da Gaël Monfils. Rinuncia alle olimpiadi per il rischio legato al virus Zika. Si spinge fino alla semifinale del Western & Southern Open fermato ancora una volta da Murray. Agli US Open viene sorpreso al secondo turno da Ryan Harrison. Nel torneo di San Pietroburgo viene battuto all'esordio da Michail Južnyj. Si ritira prima della semifinale con Dimitrov a Pechino. La settimana seguente al Shanghai Rolex Masters non va oltre il terzo turno, fermato da Jack Sock. Al torneo di Basilea viene eliminato da Ričardas Berankis al primo turno. A Bercy pregiudica la qualificazione al master a Jo-Wilfried Tsonga battendolo nei quarti di finale, si ritira poi il giorno seguente permettendo a Murray di diventare il nuovo numero uno. È la seconda qualificazione alle Finals.
Il 13 ottobre si qualifica Kei Nishikori.

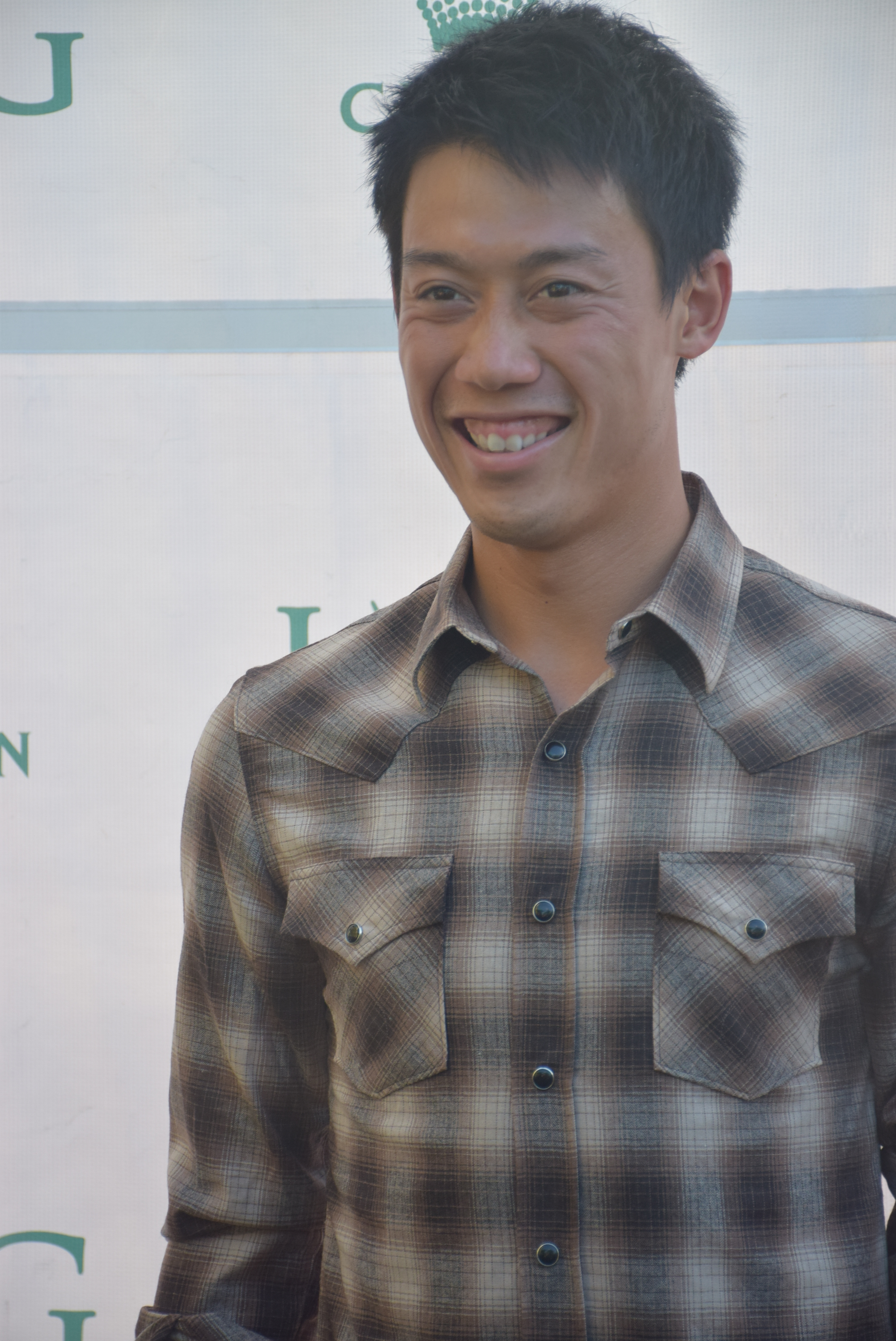
Kei Nishikori raggiunge cinque finali durante l'anno

Kei Nishikori inizia l'anno con due quarti di finale a Brisbane e Melbourne sconfitto da Bernard Tomić e Novak Đoković rispettivamente. Vince per la quarta volta consecutiva il Memphis Open battendo in finale Taylor Fritz col punteggio di 6-4, 6-4. Perde da Sam Querrey ale secondo turno del torneo di Acapulco. Difende i colori del Giappone negli ottavi di finale della Coppa Davis, battendo Daniel Evans in tre set prima di venire sconfitto in cinque set da Andy Murray. Ad Indian Wells viene sconfitto da Rafael Nadal nei quarti di finale. Raggiunge la finale al Miami Open dove viene sconfitto da Đoković con un doppio 6-3. Non riesce poi a difendere il titolo a Barcellona sconfitto nuovamente da Nadal. A Madrid e Roma viene sconfitto in semifinale da Đoković. Non riesce a superare gli ottavi al Roland Garros fermato da Richard Gasquet. Si ritira al secondo turno dal torneo di Halle e al quarto turno a Wimbledon. Torna in campo per il turno di spareggio di Coppa Davis ma visto la precaria forma fisica partecipa solo all'incontro di doppio dove in coppia con Yūichi Sugita stende Artem Smyrnov e Serhij Stachovs'kyj conquistando il punto del 3-0. Raggiunge la seconda finale della stagione in un Master 1000 a Toronto ma viene nuovamente battuto da Đoković. Partecipa alle olimpiadi dove viene sconfitto in semifinale da Murray ma conquista la medaglia di bronzo battendo Nadal in tre set. Viene poi eliminato al terzo turno del Western & Southern Open da Tomić. Agli US Open si spinge fino alla semifinale battendo Murray nei quarti di finale, prima di arrendersi a Stan Wawrinka. Si ritira al secondo turno del Rakuten Japan Open Tennis Championships per un problema alla schiena. Torna poi in campo a Basilea dove raggiunge la finale ma viene sconfitto da Marin Čilić per 6-1, 7–6(5). Viene poi sconfitto al terzo turno del BNP Paribas Masters da Jo-Wilfried Tsonga. È la sua terza apparizione al torneo.
Il 27 ottobre dopo la sconfitta di Dominic Thiem all'Erste Bank Open, Gaël Monfils si qualifica per la prima volta alle Finals.

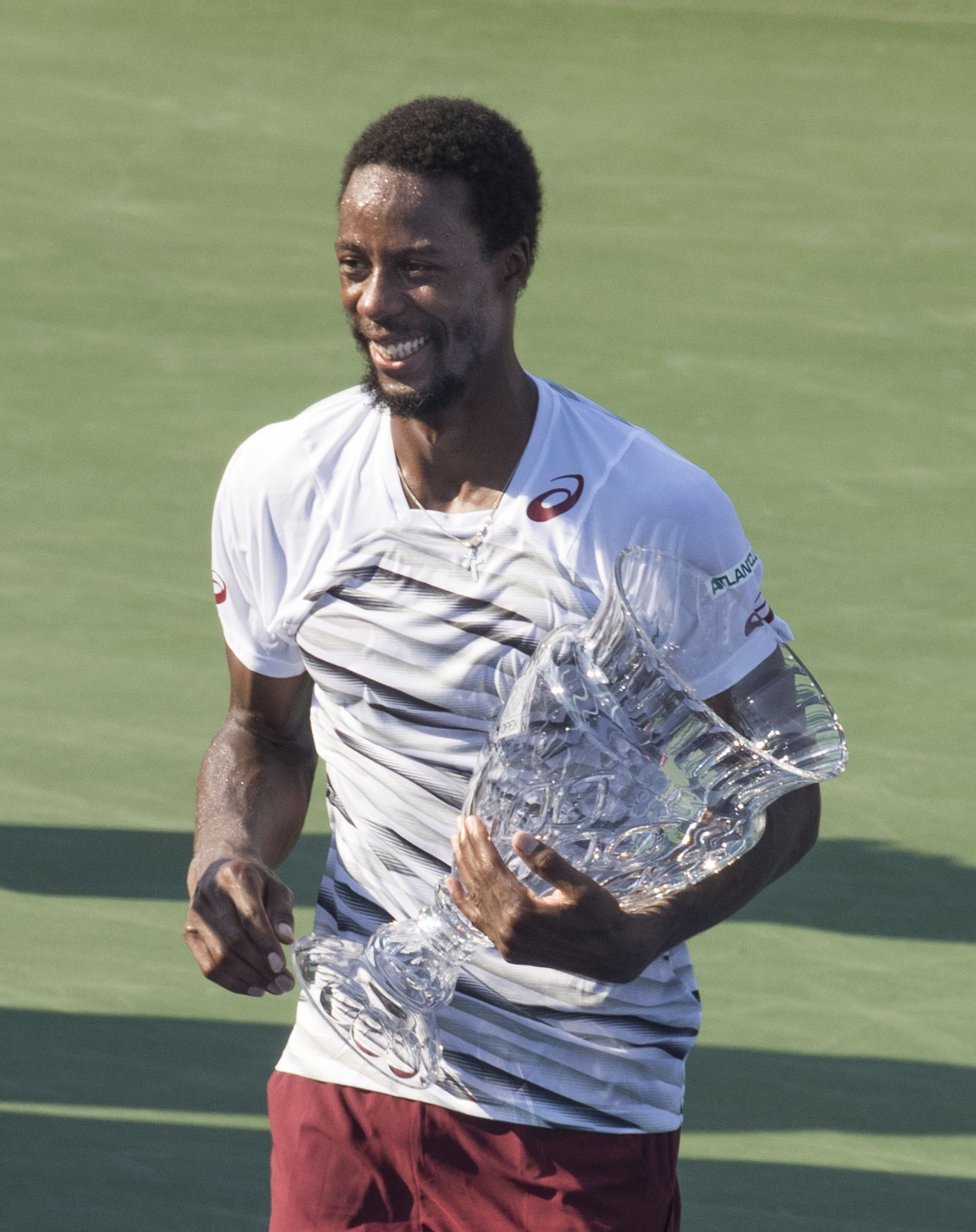
Gaël Monfils si qualifica per la prima volta

Gaël Monfils inizia la sua stagione con i quarti di finale agli Australian Open dove viene fermato da Milos Raonic in quattro set. A Montpellier viene sorpreso al primo turno dal qualificato Édouard Roger-Vasselin. Raggiunge la finale all'ABN AMRO World Tennis Tournament, mancando per la quinta volta la vittoria in un 500. Si ritira poi dal torneo di Marsiglia dove difendeva la finale, per un problema al polpaccio. Negli ottavi di finale di Coppa Davis, contro il Canada, conquista il punto del momentaneo 1-0 battendo in tre set Frank Dancevic. Raggiunge poi i quarti di finale ad Indian Wells e Miami sconfitto da Raonic e Nishikori. Riesce a spingersi fino in finale al Monte Carlo Masters senza perdere set durante il torneo, ma viene sconfitto in tre set da Rafael Nadal, al suo nono titolo nel principato. Si ritira dal BMW Open, per un infortunio agli adduttori. Torna in campo a Madrid ma viene eliminato al secondo turno da Pablo Cuevas. Fa peggio agli Internazionali dove viene battuto al primo turno da Thomaz Bellucci. Annuncia poi il suo ritiro dal Roland Garros a causa di un virus che ne ha pregiudicato la preparazione nelle settimane precedenti. Torna in campo all'All England Club ma viene eliminato al primo turno dal connazionale Jérémy Chardy. Riesce a conquistare il suo primo ATP World Tour 500 Series al Citi Open superando in finale Ivo Karlović. A Toronto raggiunge la semifinale fermato solo dal numero uno del mondo Novak Đoković. Prende parte alle olimpiadi dove viene eliminato nei quarti di finale da Nishikori. Si ritira al terzo turno del torneo di Cincinnati per problemi alla schiena. Agli US Open riesce a raggiungere per la prima volta in carriera le semifinali ma si deve arrendere ancora una volta a Đoković. Torna poi in campo a Tokyo raggiungendo un'altra semifinale ma questa volta è Nick Kyrgios ad impedirgli l'accesso all'atto conclusivo del torneo. La settimana seguente prende parte al Shanghai Rolex Masters e dopo una sofferta vittoria con Kevin Anderson viene sconfitto al turno successivo, in tre set da David Goffin. Viene poi eliminato all'esordio a Stoccolma da Gastão Elias col punteggio 7–6(4), 6-1. Guadagna poi l'accesso alle Finals senza scendere in campo grazie alla sconfitta di Thiem a Vienna. Annuncia poi la sua assenza dal torneo di Barcy. È la prima volta che si qualifica per il torneo di fine anno.
Il 3 novembre con la vittoria su David Goffin al terzo turno del BNP Paribas Masters, Marin Čilić si qualifica.

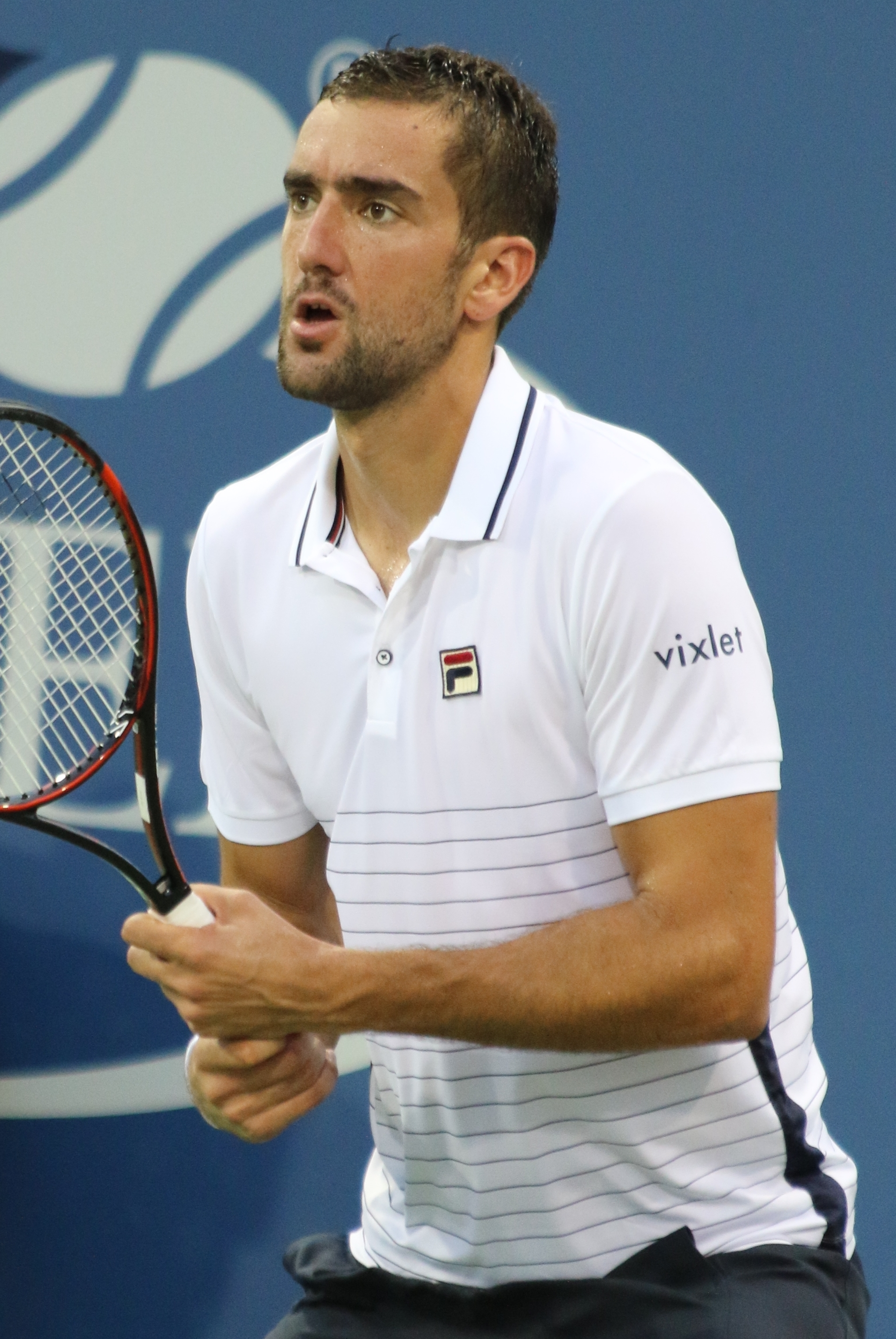
Marin Čilić vince il suo primo Masters 1000 a Cincinnati

Marin Čilić inizia la stagione a Brisbane dove raggiungere i quarti di finale, battuto da Dominic Thiem. Agli Australian Open si ferma al terzo turno battuto da Roberto Bautista Agut. Perde all'esordio del torneo di Montpellier da Alexander Zverev e nei quarti di finale del torneo di Rotterdam da Philipp Kohlschreiber. A Marsiglia raggiunge la prima finale dell'anno ma viene sconfitto da Nick Kyrgios. Viene poi sconfitto a sorpresa da Ryan Harrison nel primo turno del torneo di Acapulco. Nel primo turno di Coppa Davis contro il Belgio conquista un punto battendo Kimmer Coppejans ma viene sconfitto da David Goffin. Anche la settimana successiva ad Indian Wells è Goffin a batterlo nei quarti di finale. Nel Miami Open viene sorpreso al terzo turno da Gilles Simon. Salta poi i tornei di Monte Carlo, Madrid e Roma tornando in campo al torneo di Ginevra dove raggiunge la finale battuto in due set da Stan Wawrinka. Al Roland Garros viene sorpreso al primo turno da Marco Trungelliti. Non va meglio sull'erba di Stoccarda dove viene eliminato al secondo turno dal veterano Radek Štěpánek. Raggiunge poi una semifinale a Londra battuto da Andy Murray. Per il terzo anno consecutivo arriva ai quarti al Torneo di Wimbledon dove viene fermato da Roger Federer. Nei quarti di finale di Davis contro gli Stati Uniti, viene sconfitto da Jack Sock ma conquista poi due punti nel doppio con Ivan Dodig contro i Bryan e in singolare battendo John Isner. Perde poi al secondo turno della Rogers Cup dal connazionale Ivo Karlović. Alle olimpiadi raggiunge il terzo turno sconfitto da Gaël Monfils. Vince poi il suo primo Master 1000 in carriera a Cincinnati battendo in finale Andy Murray in due set. Allo US Open è quindi uno dei favoriti ma viene eliminato al terzo turno da Jack Sock. Nella semifinale di Coppa Davis con la Francia conquista tutti e tre i punti per la Croazia battendo in singolare Lucas Pouille e Richard Gasquet e in coppia con Ivan Dodig, Pierre-Hugues Herbert e Nicolas Mahut. Raggiunge poi la semifinale a Tokyo sconfitto da Goffin. Esce poi all'esordio dello Shanghai Rolex Masters per mano di Alexander Zverev. Vince poi il secondo titolo della stagione a Basilea superando in finale Kei Nishikori. Al BNP Paribas Masters batte Karlović all'esordio e si qualifica battendo al turno successivo Goffin, approda in semifinale battendo per la prima volta in 15 tentativi Novak Đoković, dove viene eliminato da John Isner. È la sua seconda qualificazione per il Master di fine anno dopo quella del 2014.
Il 4 novembre con le sconfitte di Jo-Wilfried Tsonga e Tomáš Berdych a Bercy, l'ultimo qualificato è Dominic Thiem.

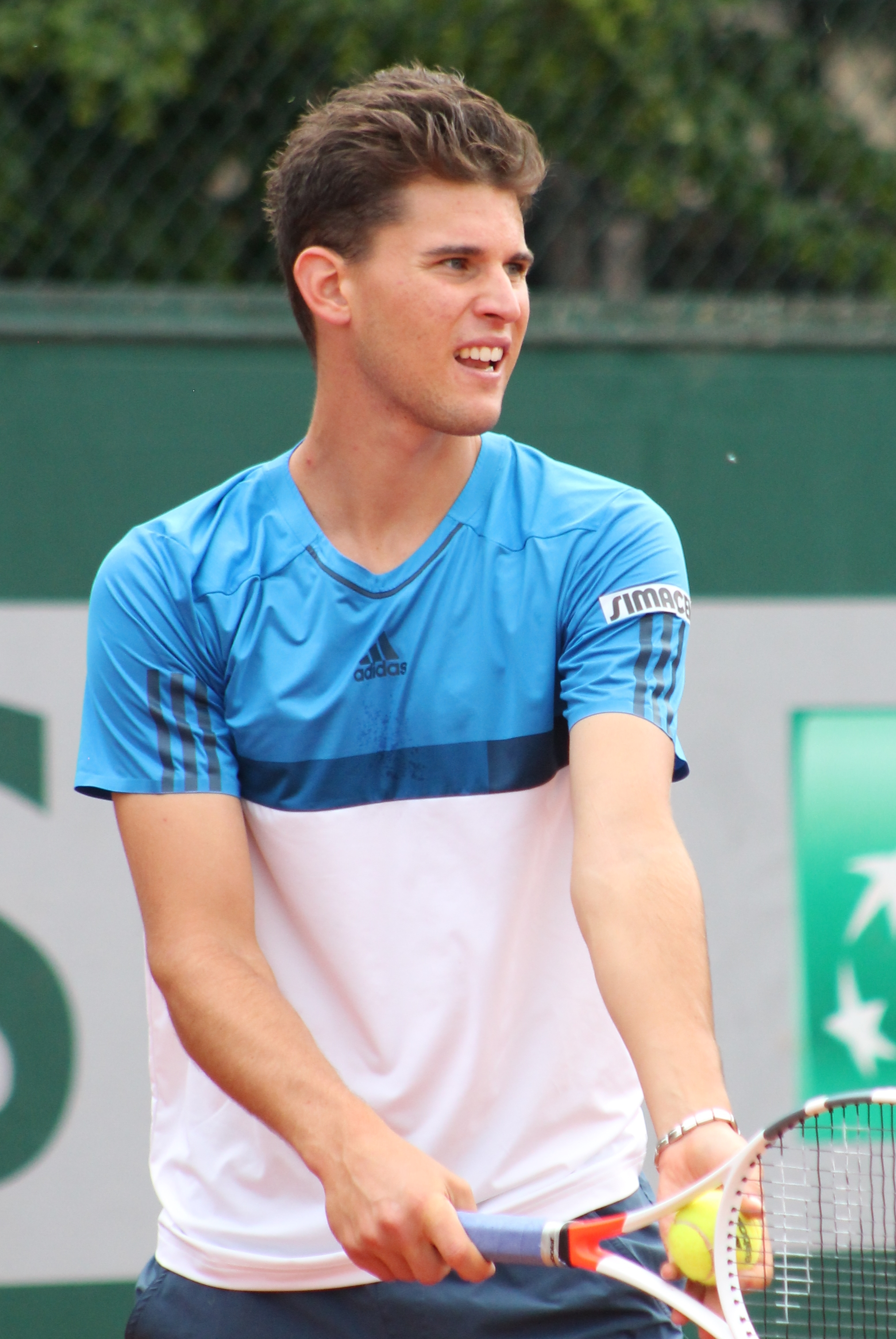
Dominic Thiem al suo debutto nel Master di fine anno

Dominic Thiem inizia la stagione a Brisbane dove batte Marin Čilić nei quarti di finale prima di arrendersi in semifinale a Roger Federer. Si ritira al secondo turno del torneo di Sydney contro Gilles Müller. Ai successivi Australian Open viene eliminato al terzo turno da David Goffin. Vince il titolo a Buenos Aires battendo in semifinale Rafael Nadal e in finale Nicolás Almagro. La settimana seguente al Rio Open, batte nei quarti di finale David Ferrer ma si arrende al turno successivo a Guido Pella. Conquista poi ad Acapulco il suo primo 500 battendo in tre set Bernard Tomić in finale. Conquista poi tre punti per l'Austria in Coppa Davis contro il Portogallo battendo Gastão Elias e João Sousa in singolare e con Alexander Peya i due anche in doppio. Esce poi agli ottavi di Indian Wells e Miami per mano di Jo-Wilfried Tsonga e Novak Đoković rispettivamente. Al Monte Carlo Masters viene sconfitto al terzo turno da Nadal. Raggiunge la finale a Monaco di Baviera superato da Philipp Kohlschreiber. Viene eliminato all'esordio a Madrid da Juan Martín del Potro. Agli Internazionali batte Federer al terzo turno ma nel turno successivo viene sconfitto da Kei Nishikori. Scende in campo anche a Nizza dove vince il titolo in finale su Alexander Zverev. La settimana seguente raggiunge per la prima volta in carriera la semifinale in uno slam agli Open di Francia, dove viene eliminato da Đoković. Nonostante la sconfitta riesce ad entrare nella top-10 ATP per la prima volta in carriera. A Stoccarda vince il quarto titolo in stagione, superando ancora una volta Federer in semifinale e Kohlschreiber in finale. Partecipa poi al torneo di Halle dove viene fermato da Florian Mayer in semifinale. Perde al secondo turno di Wimbledon per mano di Jiří Veselý. Torna in campo poi ai Generali Open dove viene sconfitto dal connazionale Jürgen Melzer. Si ritira al secondo turno del torneo di Toronto. Salta poi le olimpiadi. Viene sconfitto nei quarti di finale a Cincinnati da Milos Raonic. Si ritira nel suo incontro di quarto turno contro del Potro allo US Open. Raggiunge poi la sua ultima finale della stagione a Metz dove viene sconfitto dal padrone di casa Pouille. La settimana successiva viene eliminato da Albert Ramos Viñolas-Viñolas nei quarti di finale del torneo di Chengdu. Torna in campo anche la settimana seguente a Pechino ma viene sorpreso al primo turno da Zverev. Salta quindi il torneo di Shanghai per rifiatare le fatiche della stagione. Torna poi in campo due settimane più tardi a Vienna e dopo aver battuto Gerald Melzer al primo turno viene sorpreso nel match successivo da Viktor Troicki. Nonostante la sconfitta all'esordio nel BNP Paribas Masters ad opera di Jack Sock riesce a qualificarsi per la prima volta alle Finals.

#### Assenze notevoli
Rafael Nadal in virtù dei suoi 3,300 punti si sarebbe qualificato per il torneo ma il 20 ottobre ha annunciato la fine della sua stagione a causa di un infortunio.

### Doppio
| Gruppo Fleming/McEnroe |
| Gruppo Edberg/Jarryd   |

| # | Giocatori                           | Punti | Tornei | Data di qualificazione |
| - | ----------------------------------- | ----- | ------ | ---------------------- |
| 1 | Pierre-Hugues Herbert Nicolas Mahut | 7,825 | 15     | 16 luglio              |
| 2 | Jamie Murray Bruno Soares           | 7,260 | 20     | 6 settembre            |
| 3 | Bob Bryan Mike Bryan                | 6,340 | 23     | 5 settembre            |
| 4 | Feliciano López Marc López          | 4,440 | 18     | 10 settembre           |
| 5 | Henri Kontinen John Peers           | 4,310 | 24     | 31 ottobre             |
| 6 | Ivan Dodig Marcelo Melo             | 4,130 | 14     | 15 ottobre             |
| 7 | Raven Klaasen Rajeev Ram            | 3,700 | 23     | 27 ottobre             |
| 8 | Treat Huey Maks Mirny               | 3,165 | 24     | 3 novembre             |

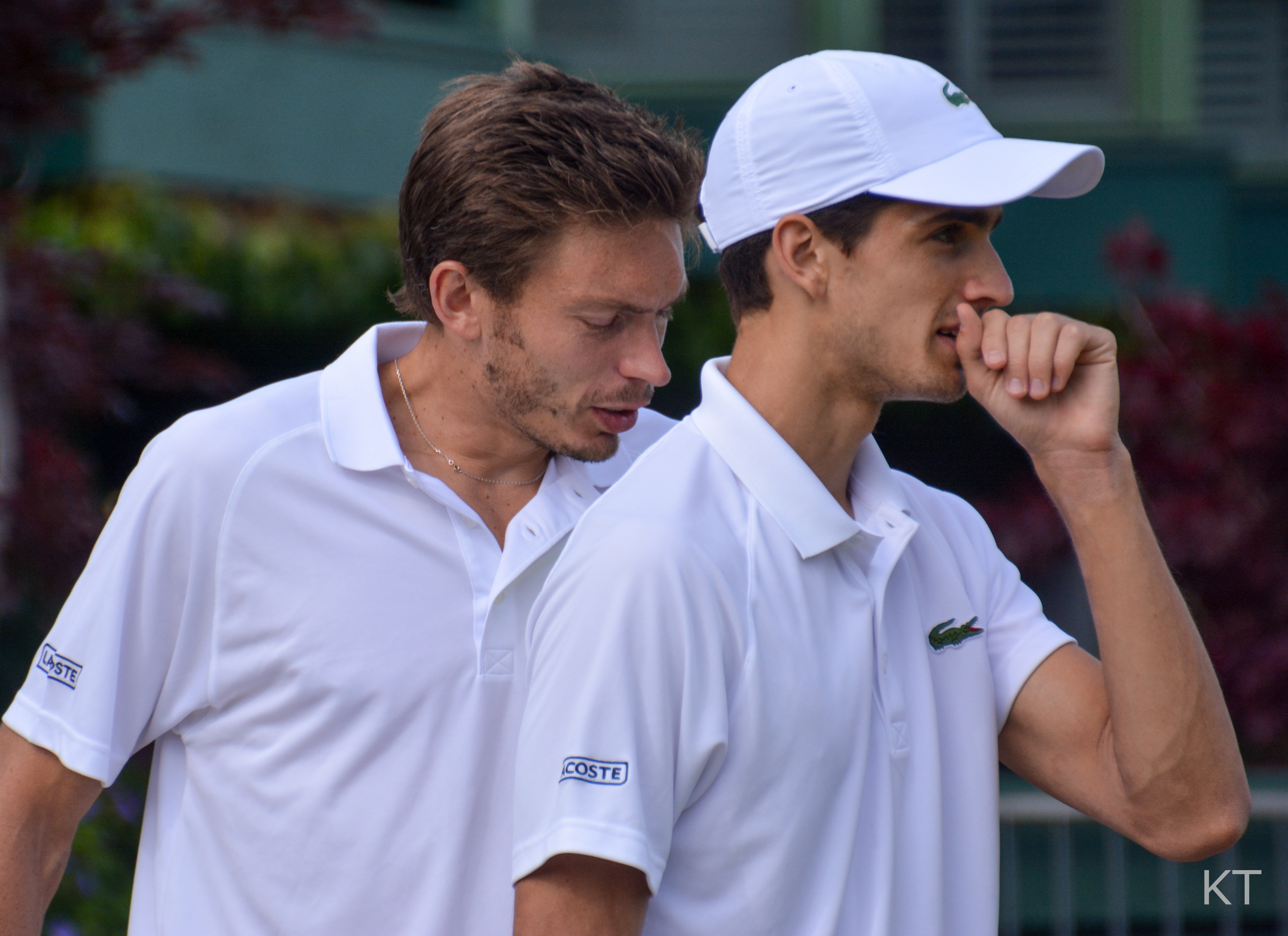
Pierre-Hugues Herbert e Nicolas Mahut conquistano il loro primo Wimbledon e vincono i primi tre 1000 della stagione

Il 16 luglio col successo a Wimbledon, Pierre-Hugues Herbert e Nicolas Mahut sono la prima coppia a qualificarsi.
Pierre-Hugues Herbert e Nicolas Mahut iniziano la stagione a Brisbane dove vengono eliminati ai quarti di finale da Grigor Dimitrov e Kei Nishikori. Agli Australian Open sono sconfitti al secondo turno da Pablo Andújar e Pablo Carreño Busta. Tornano a fare coppia a marzo dove conquistando i due 1000 americani, ad Indian Wells hanno la meglio in finale dei detentori del torneo Vasek Pospisil e Jack Sock mentre a Miami superano Raven Klaasen e Rajeev Ram. La loro striscia di vittorie continua anche a Monte Carlo dove battono in finale Jamie Murray e Bruno Soares. A Madrid si interrompe la loro striscia di vittorie consecutive in semifinale per mano di Jean-Julien Rojer e Horia Tecău. Si ritirano poi dagli Internazionali. Al Roland Garros vengono fermati al terzo turno dai futuri vincitori del torneo Feliciano e Marc López. Nonostante questo risultato Mahut conquista la posizione numero uno nel ranking mondiale, posizione che perderà una settimana più tardi. Difendono il titolo dell'anno precedente a Londra superando in finale Chris Guccione e André Sá. Si presentano quindi a Wimbledon da teste di serie numero uno e rispettano il pronostico battendo nella finale tutta francese Julien Benneteau e Édouard Roger-Vasselin. Grazie a questo risultato Mahut riconquista la posizione numero uno nel ranking mondiale. La settimana seguente conquistano il punto del 2-1 contro la Repubblica Ceca nei quarti di finale di Coppa Davis battendo Lukáš Rosol e Radek Štěpánek. Tornano in campo alle olimpiadi ma vengono eliminati al primo turno dai colombiani Cabal e Farah. A Cincinnati raggiungono i quarti di finale dove sono sconfitti da Daniel Nestor e Vasek Pospisil. Non riescono a difendere il titolo dell'anno precedente agli US Open, fermati in semifinale da Murray e Soares. Nella semifinale di Davis vengono sconfitti dai croati Marin Čilić e Ivan Dodig, mandando la loro squadra sotto nel punteggio per 1-2. Saltano tutti i tornei asiatici e tornano in campo ad Anversa raggiungendo la finale dove però sono sconfitti da Nestor e Roger-Vasselin. A Bercy battono nei quarti di finale i López e in semifinale Bopanna/Nestor prima di arrendersi in finale a Kontinen/Peers. È il secondo anno consecutivo in cui si qualificano al Master di fine anno.
Il 5 settembre dopo aver raggiunto i quarti di finale dello US Open, il secondo team a qualificarsi è quello formato da Bob e Mike Bryan

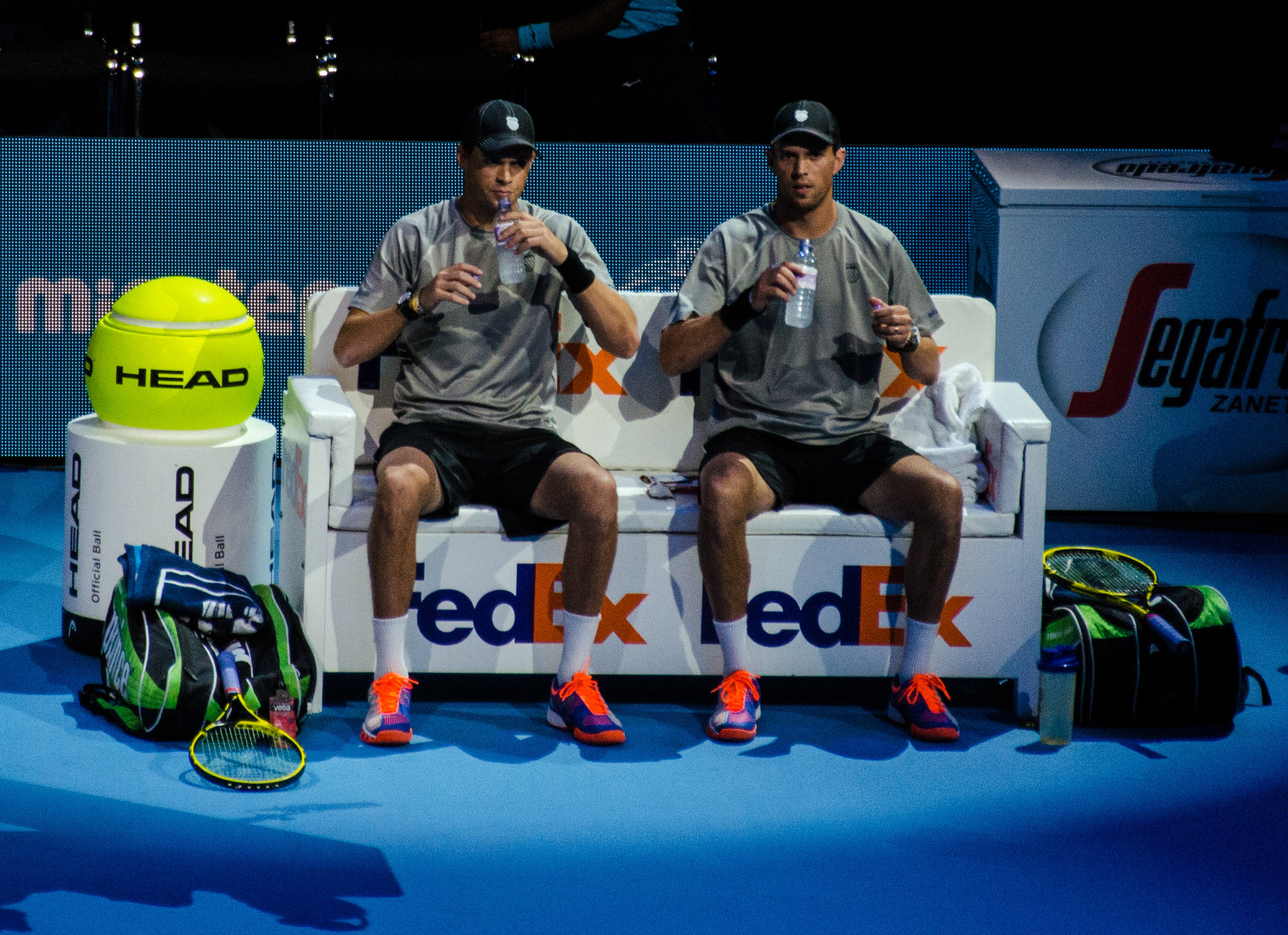
Bob e Mike Bryan conquistano tre titoli e raggiungono la finale al Roland Garros

Bob e Mike Bryan iniziano la stagione con una sconfitta al primo turno del torneo di Sydney per mano di Erlich e Fleming. Agli Australian Open sono Klaasen e Ram a sorprenderli al terzo turno. Subiscono una sconfitta al primo turno anche a Memphis da Krajicek e Monroe. Raggiungono poi la prima finale della stagione al Delray Beach International Tennis Championships, torneo in cui difendevano il titolo, ma vengono sconfitti da Oliver Marach e Fabrice Martin. Vincono il loro incontro di doppio al primo turno di Coppa Davis battendo Lleyton Hewitt e John Peers. Escono poi ai quarti di finale ad Indian Wells per mano di Édouard Roger-Vasselin e Nenad Zimonjić e in semifinale a Miami battuti da Pierre-Hugues Herbert e Nicolas Mahut. Conquistano il primo titolo in stagione a Houston battendo in finale Víctor Estrella Burgos e Santiago González. A Monte Carlo dove difendevano il titolo da due anni vengono a sorpresa sconfitti al secondo turno da Cabal e Farah. La settimana seguente vincono il Barcelona Open Banc Sabadell battendo con un doppio 7-5 in finale Pablo Cuevas e Marcel Granollers. Vengono sconfitti nei quarti di finale a Madrid da Herbert e Mahut. Conquistano poi il loro trentaseiesimo Master 1000 agli Internazionali BNL d'Italia superando in finale Pospisil e Sock. Raggiungono la loro prima e unica finale slam della stagione al Roland Garros dove vengono sconfitti in tre set da Feliciano e Marc López, alla loro prima finale slam insieme. Sull'erba raggiungono le semifinali a Stoccarda dove vengono sconfitti da Marach-Martin. Ad Halle e Wimbledon sono sconfitti da Klaasen-Ram rispettivamente in semifinale e nei quarti di finale. Perdono il loro incontro di doppio contro Marin Čilić e Ivan Dodig nei quarti di finale di Davis. Vengono eliminati ai quarti di finale della Rogers Cup dai romeni Florin Mergea e Horia Tecău. Si ritirano dalle olimpiadi per il rischio virus Zika. Tornano in campo a Cincinnati dove raggiungono la semifinale prima di essere sconfitti da Jean-Julien Rojer e Horia Tecău. Vengono poi nuovamente battuti dai López nei quarti di finale dello US Open. Perdono in semifinale a Pechino da Pablo Carreño Busta e Rafael Nadal, a Shanghai da John Isner e Jack Sock e a Vienna da Łukasz Kubot e Marcelo Melo. In tutti e tre i casi la coppia che li ha sconfitti ha poi conquistato il titolo. A Parigi vengono sconfitti da Kontinen/Peers nei quarti di finale. È la loro quindicesima qualificazione al torneo.
Il 6 settembre dopo aver raggiunto il terzo turno dello US Open sono Jamie Murray e Bruno Soares a qualificarsi.

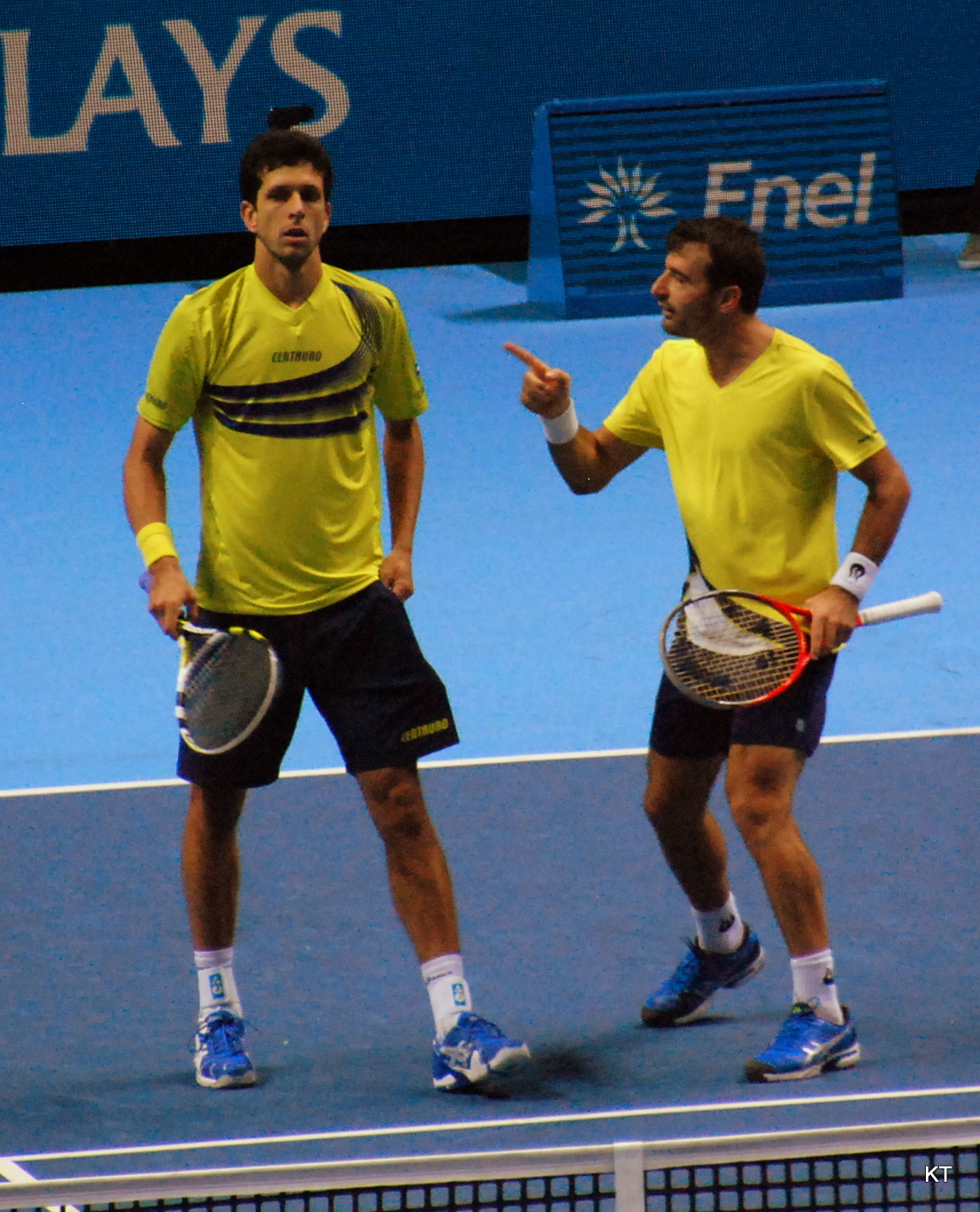
Ivan Dodig e Marcelo Melo vincono due Master 1000 di Montréal e Cincinnati

Jamie Murray e Bruno Soares iniziano la stagione con una semifinale a Doha ad opera di Feliciano e Marc López. Vincono poi due titoli consecutivi a Sydney a discapito di Rohan Bopanna e Florin Mergea e all'Australian Open dove battono Daniel Nestor e Radek Štěpánek. Tornano a fare coppia a marzo ad Indian Wells dove vengono sconfitti ancora dai López nei quarti di finale. A Miami vengono poi sconfitti al primo turno da Klaasen e Ram, nonostante questa sconfitta al termine del torneo, il 4 aprile, Murray diventa il numero uno del mondo in doppio ed è il primo britannico a riuscirci nella storia. Raggiungono poi la finale al Monte Carlo Masters dove vengono superati da Pierre-Hugues Herbert e Nicolas Mahut. A Barcellona la settimana seguente vengono battuti per la terza volta in stagione dai López nei quarti di finale. Nel successivo torneo di Madrid vengono sorpresi all'esordio da Henri Kontinen e John Peers, questo risultato costa la prima posizione a Murray. Mentre agli Internazionali BNL d'Italia raggiungono i quarti di finale battuti dai futuri vincitori del torneo Bob e Mike Bryan. Al Roland Garros vengono invece eliminati al terzo turno da Marcin Matkowski e Leander Paes. Il 13 giugno Murray riconquista la vetta mondiale, posizione che manterrà fino a dopo Wimbledon. La stagione sull'erba inizia a Londra con una sconfitta nei quarti di finale per mano dei qualificati Chris Guccione e André Sá. Anche a Wimbledon gli sono fatali i quarti di finale, a batterli questa volta sono Julien Benneteau e Édouard Roger-Vasselin. Raggiungono quindi la finale a Montréal dove vengono sconfitti da Ivan Dodig e Marcelo Melo. A Cincinnati non vanno oltre i quarti di finale dove sono fermati da Jean-Julien Rojer e Horia Tecău. Si presentano quindi agli US Open e diventano l'unica coppia ad aver vinto due titoli dello slam grazie al successo in finale sulle sorprese del torneo Pablo Carreño Busta e Guillermo García López. Tornano poi in campo nei tornei asiatici di Tokyo e Shanghai dove vengono sconfitti nei quarti di finale rispettivamente da Cabal/Farah e da Kontinen/Peers. A Vienna raggiungono la semifinale fermati da Oliver Marach e Fabrice Martin. Al torneo di Bercy escono all'esordio per mano di Grigor Dimitrov e Aisam-ul-Haq Qureshi. È la loro prima qualificazione insieme al Master di fine anno.
Il 10 settembre, la quarta coppia a qualificarsi in virtù della vittoria al Roland Garros, è quella formata da Feliciano e Marc López.
Feliciano e Marc López iniziano la stagione vincendo il titolo al torneo di Doha battendo in finale Philipp Petzschner e Alexander Peya e in semifinale la coppia formata da Jamie Murray e Bruno Soares. All'Australian Open vengono battuti al secondo turno da Marco Cecchinato e Andreas Seppi. Escono poi all'esordio dell'Open 13 per mano di Robin Haase e Aisam-ul-Haq Qureshi. A Dubai raggiungono un'altra finale ma vengono sconfitti da Simone Bolelli e Andreas Seppi. A marzo ad Indian Wells battono al primo turno Rohan Bopanna e Florin Mergea, nei quarti nuovamente Murray e Soares prima di essere sconfitti in semifinale da Vasek Pospisil e Jack Sock. A Miami vengono invece battuti al secondo turno da Jérémy Chardy e Fabrice Martin. Falliscono all'esordio di Monte Carlo per mano di Cabal/Farah. La settimana successiva al Barcelona Open Banc Sabadell battono per la terza volta Murray e Soares nei quarti di finale prima di arrendersi a Pablo Cuevas e Marcel Granollers. A Madrid e Roma perdono al primo turno. Vincono il loro primo slam a sorpresa all'Open di Francia battendo Herbert/Mahut al terzo turno, Benneteau/Roger-Vasselin nei quarti, Dodig/Melo in semifinale e Bob e Mike Bryan nella finale. Tornano in campo a Londra ma vengono sconfitti al primo turno da Juan Martín del Potro e Marcelo Melo. Non partecipano insieme a Wimbledon, e giocano il successivo torneo in coppia a Cincinnati dove ancora una volta perdono al primo turno, questa volta da Brian Baker e Ryan Harrison. Allo US Open si spingono fino in semifinale fermati dai connazionali Pablo Carreño Busta/Guillermo García López battendo tra gli altri i fratelli Bryan durante il torneo. A Shanghai e Vienna e Parigi-Bercy vengono sconfitti nei quarti di finale da Isner/Sock, Marach/Martin e Herbert/Mahut. È la loro prima qualificazione insieme alle Finals.
Il 15 ottobre la quinta coppia qualificata è quella composta da Ivan Dodig e Marcelo Melo.
Ivan Dodig e Marcelo Melo iniziano la stagione con una sconfitta al terzo turno dell'Australian Open per mano di Pablo Cuevas e Marcel Granollers. Vengono poi eliminati ai quarti di finale del torneo di Rotterdam da Henri Kontinen e John Peers. Subiscono premature uscite al torneo di Indian Wells al primo turno da Juan Martín del Potro e Leonardo Mayer e a Miami al secondo turno da Treat Huey e Maks Mirny. A seguito di questi risultati deludenti Melo perde la testa della classifica. A Monte Carlo raggiungono la loro prima semifinale della stagione dove vengono sconfitti da Jamie Murray e Bruno Soares. La settimana seguente a Barcellona escono al primo turno per mano ancora una volta di Cuevas e Granollers. Riescono a raggiungere la semifinale al torneo di Madrid dove vengono sconfitti da Rohan Bopanna e Florin Mergea. Grazie a questo risultato Melo riconquista la testa della classifica. Agli Internazionali BNL d'Italia vengono eliminati all'esordio da Philipp Kohlschreiber e Viktor Troicki. Non riescono a difendere il titolo al Roland Garros fermati in semifinale da Feliciano e Marc López dopo aver battuto nei quarti Bopanna e Mergea, questa eliminazione costa a Melo la vetta della classifica. Iniziano la stagione sull'erba a Nottingham dove affrontano nella loro prima finale della stagione Dominic Inglot e Daniel Nestor che li sconfiggono in due combattuti set. A Wimbledon vengono eliminati al terzo turno da Klaasen e Ram. Riescono poi a conquistare il titolo a Montréal e Cincinnati battendo nelle finali rispettivamente Murray/Soares e Rojer/Tecau. Allo US Open vengono eliminati a sorpresa al primo turno da Nicholas Monroe e Donald Young. I restanti due mesi giocano con altri partner. È la quarta qualificazione consecutiva al torneo di fine anno.
Il 27 ottobre con la sconfitta nei quarti di finale a Basilea di Treat Huey e Maks Mirny, la sesta coppia a qualificarsi è quella composta da Raven Klaasen e Rajeev Ram.
Raven Klaasen e Rajeev Ram iniziano la loro stagione con una semifinale persa da Oliver Marach e Fabrice Martin al torneo di Chennai. Agli Australian Open battendo al terzo turno i Bryan prima di arrendersi nei quarti a Jamie Murray e Bruno Soares. Vengono poi sconfitti al primo del Delray Beach International Tennis Championships da Denis Kudla e Donald Young e del torneo di Acapulco da Eric Butorac e Scott Lipsky. Anche a Indian Wells non riescono a superare il primo turno dove vengono battuti da Daniel Nestor e Radek Štěpánek. A Miami raggiungono la prima finale della stagione battendo tra gli altri, Murray e Soares al primo turno e Huey e Mirny in semifinale prima di cedere ai francesi Herbert e Mahut. Perdono poi al primo turno del Monte Carlo Masters da Henri Kontinen e John Peers e a Barcellona per mano di Łukasz Kubot e Marcin Matkowski. A Madrid battono al primo turno Feliciano e Marc López ma vengono poi sconfitti al turno successivo da Ivan Dodig e Marcelo Melo. Falliscono poi all'esordio degli Internazionali sconfitti da Julien Benneteau e Édouard Roger-Vasselin. Raggiungono un'altra finale a Ginevra ma vengono battuti da Steve Johnson e Sam Querrey. Accusano la fatica al Roland Garros e sono così eliminati al secondo turno da Butorac e Lipsky. Vincono il primo titolo della stagione ad Halle battendo i Bryan in semifinale e Łukasz Kubot e Alexander Peya in finale. Raggiungono la semifinale a Wimbledon battendo al terzo turno Dodig e Melo e nei quarti di finale Bob e Mike Bryan, arrendendosi poi ancora una volta a Benneteau e Roger-Vasselin. A Montréal raggiungono i quarti di finale battuti da Murray/Soares. Anche a Cincinnati si spingono fino ai quarti di finale dove vengono eliminati da Dodig e Melo. Allo US Open vengono sorpresi al secondo turno da Chris Guccione e André Sá. A Chengdu vincono il loro secondo titolo stagione superando in finale Pablo Carreño Busta e Mariusz Fyrstenberg. La settimana successiva raggiungono un'altra finale a Tokyo ma questa volta escono sconfitti per mano di Marcel Granollers e Marcin Matkowski. A Shanghai perdono al secondo turno da Jo-Wilfried Tsonga e Nenad Zimonjić. Tornano poi in campo a Basilea dove vengono sconfitti nei quarti di finale da Robert Lindstedt e Michael Venus. Al BNP Paribas Masters escono nel primo incontro per mano di Kontinen/Peers. È la loro prima qualificazione alle Finals.
Il 31 ottobre battendo al primo turno del BNP Paribas Masters, Treat Huey e Maks Mirny, si qualificano Henri Kontinen e John Peers.
Henri Kontinen e John Peers iniziano la stagione con il titolo a Brisbane battendo in finale James Duckworth e Chris Guccione. Escono poi al secondo turno dell'Australian Open per mano di Samuel Groth e Lleyton Hewitt. Si spingono fino in semifinale a Rotterdam fermati da Nicolas Mahut e Vasek Pospisil. Subiscono tre uscite al primo turno a Dubai da Jamie Murray e Tommy Robredo, a Indian Wells da Thomaz Bellucci e Guido Pella e a Miami da Marin Čilić e Marin Draganja. Al Monte Carlo Masters battono al primo turno Klaasen e Ram, al secondo Rojer e Tecau prima di arrendersi nel turno successivo a Cabal e Farah. Al successivo torneo di Barcellona escono nuovamente al primo turno per mano di Jamie Murray e Bruno Soares. Conquistano il secondo titolo della stagione a Monaco di Baviera superando in finale i colombiani Cabal-Farah. Raggiungono poi i quarti di finale a Madrid fermati dai futuri finalisti Rohan Bopanna e Florin Mergea, battendo tra gli altri Murray e Soares. Falliscono all'esordio degli Internazionali BNL d'Italia eliminati da Kohlschreiber e Troicki. Non va meglio al Roland Garros dove vengono fermati al secondo turno da Brian Baker e Marcus Daniell. Sull'erba di Halle raggiungono la semifinale ma sono sconfitti da Łukasz Kubot e Alexander Peya. A Wimbledon cedono a Herbert e Mahut nei quarti di finale. Vincono poi il loro terzo titolo all'International German Open battendo nell'atto conclusivo Daniel Nestor e Aisam-ul-Haq Qureshi. La settimana seguente al Citi Open vengono eliminati in semifinale ancora una volta da Kubot e Peya. Raggiungono poi i quarti di finale a Montréal dove sono eliminati da Ivan Dodig e Marcelo Melo. A Cincinnati vengono invece battuti all'esordio dalla coppia francese Pouille/Tsonga, fanno male anche allo US Open dove sono eliminati al secondo turno da Robert Lindstedt e Aisam-ul-Haq Qureshi. Tornano in campo a Tokyo ma vengono eliminati nel loro primo incontro, ancora una volta da Lindstedt questa volta in coppia con Peya. A Shanghai raggiungono la loro quarta finale della stagione, battendo tra gli altri Murray e Soares, ma vengono sconfitti da John Isner e Jack Sock. A Basiela cedono invece all'esordio da Nicolas Mahut e Édouard Roger-Vasselin. Si qualificano per la prima volta insieme al torneo di fine anno grazie alla vittoria al primo turno del master mille di Bercy su Treat Huey e Maks Mirny, continuano il torneo battendo al secondo turno Raven Klaasen e Rajeev Ram, nei quarti di finale i Bryan e in semifinale Marcelo Melo e Vasek Pospisil per poi trionfare in finale su Herbert e Mahut.
Il 3 novembre con la sconfitta di Jean-Julien Rojer e Horia Tecău, il quadro delle qualificazioni è completato da Treat Huey e Maks Mirny.
Treat Huey e Maks Mirny iniziano la stagione al torneo di Auckland. Raggiunge i quarti di finale agli Australian Open fermati da Daniel Nestor e Radek Štěpánek. Escono poi al primo turno del Memphis Open per mano di Taylor Fritz e Ryan Harrison. A Delray Beach vengono sconfitti in semifinale da Oliver Marach e Fabrice Martin. Vincono il loro unico titolo in stagione ad Acapulco superando in finale Philipp Petzschner e Alexander Peya. Ad Indian Wells giocano con compagni differenti e tornano a fare coppia a Miami dove battono al secondo turno da Ivan Dodig e Marcelo Melo, prima di cedere in semifinale a Klaasen e Ram. Al Monte Carlo Masters sono Dodig e Melo ad avere la meglio nel loro incontro di quarti di finale. Raggiungono poi due semifinali a Barcellona e vengono eliminati da Bob e Mike Bryan e ad Estoril battuti da Eric Butorac e Scott Lipsky. Al Mutua Madrid Open e agli Internazionali perdono al secondo turno da Vasek Pospisil e Jack Sock. Nel successivo Roland Garros raggiungono il terzo turno, dove vengono eliminati da Julien Benneteau e Édouard Roger-Vasselin. Iniziano la stagione sull'erba ad Halle dove sono sorpresi al primo turno da Tomáš Berdych e Marcel Granollers. La settimana seguente a Nittingham raggiungono i quarti di finale battuti da Marach/Martin. A Wimbledon giungono fino in semifinale dove si arrendono a Pierre-Hugues Herbert e Nicolas Mahut. Si ritirano al primo turno del Citi Open. Tornano in campo insieme a Cincinnati perdendo ai quarti di finale dai Bryan. Vengono poi eliminati a sorpresa al primo turno dello US Open da Nicolás Almagro e Víctor Estrella Burgos. Perdono al primo turno anche al torneo di Shenzhen dai futuri campione del torneo Fabio Fognini e Robert Lindstedt e del torneo di Pechino per mano di Benneteau e Roger-Vasselin. Anche a Shanghai perdono all'esordio da John Isner e Jack Sock. A Basilea tornano a vincere una partita battendo al primo turno Bossel e Laaksonen prima di cedere al secondo turno a Jean-Julien Rojer e Horia Tecău. Anche a Bercy perdono all'esordio per mano di Henri Kontinen e John Peers. È la loro prima qualificazione insieme.

## Testa a testa

### Singolare
|   |               | Murray | Đoković | Wawrinka | Raonic | Nishikori | Monfils | Čilić | Thiem | Totale |
| 1 | Andy Murray   |        | 10–24   | 9–7      | 8–3    | 7–2       | 4–2     | 11–3  | 2–0   | 51–41  |
| 2 | Novak Đoković | 24–10  |         | 19–5     | 7–0    | 10–2      | 13–0    | 14–1  | 3–0   | 90–18  |
| 3 | Stan Wawrinka | 7–9    | 5–19    |          | 4–1    | 4–2       | 2–2     | 10–2  | 2–1   | 34–36  |
| 4 | Milos Raonic  | 3–8    | 0–7     | 1–4      |        | 2–5       | 2–3     | 1–1   | 1–0   | 10–28  |
| 5 | Kei Nishikori | 2–7    | 2–10    | 2–4      | 5–2    |           | 3–0     | 7–5   | 2–0   | 23–28  |
| 6 | Gaël Monfils  | 2–4    | 0–13    | 2–2      | 3–2    | 0–3       |         | 2–0   | 0–1   | 9–25   |
| 7 | Marin Čilić   | 3–11   | 1–14    | 2–10     | 1–1    | 5–7       | 0–2     |       | 0–1   | 12–46  |
| 8 | Dominic Thiem | 0–2    | 0–3     | 1–2      | 0–1    | 0–2       | 1–0     | 1–0   |       | 3–10   |

## Montepremi e punti
| Turneo                   | Singolare    | Doppio1    | Punti |
| ------------------------ | ------------ | ---------- | ----- |
| Campione                 | +1 560 000 $ | +245 000 $ | +900  |
| Finalista                | +510 000 $   | +83 000 $  | +400  |
| Round Robin per vittoria | 167 000 $    | 32 000 $   | 200   |
| Partecipazione           | 167 000 $    | 82 000 $   | -     |
| Alternative              | 95 000 $     | 32 000 $   | –     |

## Calendario

### Giorno 1: 13 novembre
| Incontri nella O2 arena | Incontri nella O2 arena           | Incontri nella O2 arena         | Incontri nella O2 arena |
| Gruppo | Vincitore                         | Perdente                        | Punteggio               |
| --- | --------------------------------- | ------------------------------- | ----------------------- |
| Gruppo Edberg/Jarryd | Bob Bryan [3] Mike Bryan [3]      | Ivan Dodig [6] Marcelo Melo [6] | 7–6(3), 6-0             |
| Gruppo Ivan Lendl | Novak Đoković [2]                 | Dominic Thiem [8]               | 6(10)–7, 6-0, 6-2       |
| Gruppo Edberg/Jarryd | Jamie Murray [2] Bruno Soares [2] | Treat Huey [8] Maks Mirny [8]   | 6-4, 7-5                |
| Gruppo Ivan Lendl | Milos Raonic [4]                  | Gaël Monfils [6]                | 6-3, 6-4                |
| Il 1º match è iniziato alle 12:00 GMT il 2º non prima delle 14:00 GMT il 3º non prima delle 18:00 GMT il 4º non prima delle 20:00 GMT |                                   |                                 |                         |

### Giorno 2: 14 novembre
| Incontri nella O2 arena | Incontri nella O2 arena           | Incontri nella O2 arena                     | Incontri nella O2 arena |
| Gruppo | Vincitore                         | Perdente                                    | Punteggio               |
| --- | --------------------------------- | ------------------------------------------- | ----------------------- |
| Gruppo Fleming/McEnroe | Raven Klaasen [7] Rajeev Ram [7]  | Pierre-Hugues Herbert [1] Nicolas Mahut [1] | 7-5, 6-4                |
| Gruppo John McEnroe | Kei Nishikori [5]                 | Stan Wawrinka [3]                           | 6-2, 6-3                |
| Gruppo Fleming/McEnroe | Henri Kontinen [5] John Peers [5] | Feliciano López [4] Marc López [4]          | 6-3, 7–6(7)             |
| Gruppo John McEnroe | Andy Murray [1]                   | Marin Čilić [7]                             | 6-3, 6-2                |
| Il 1º match è iniziato alle 12:00 GMT il 2º non prima delle 14:00 GMT il 3º non prima delle 18:00 GMT il 4º non prima delle 20:00 GMT |                                   |                                             |                         |

### Giorno 3: 15 novembre
| Incontri nella O2 arena | Incontri nella O2 arena           | Incontri nella O2 arena       | Incontri nella O2 arena |
| Gruppo | Vincitore                         | Perdente                      | Punteggio               |
| --- | --------------------------------- | ----------------------------- | ----------------------- |
| Gruppo Edberg/Jarryd | Jamie Murray [2] Bruno Soares [2] | Bob Bryan [3] Mike Bryan [3]  | 6-3, 6-4                |
| Gruppo Ivan Lendl | Dominic Thiem [8]                 | Gaël Monfils [6]              | 6-3, 1-6, 6-4           |
| Gruppo Edberg/Jarryd | Ivan Dodig [6] Marcelo Melo [6]   | Treat Huey [8] Maks Mirny [8] | 7-5, 6-4                |
| Gruppo Ivan Lendl | Novak Đoković [2]                 | Milos Raonic [4]              | 7–6(6), 7–6(5)          |
| Il 1º match è iniziato alle 12:00 GMT il 2º non prima delle 14:00 GMT il 3º non prima delle 18:00 GMT il 4º non prima delle 20:00 GMT |                                   |                               |                         |

### Giorno 4: 16 novembre
| Incontri nella O2 arena | Incontri nella O2 arena            | Incontri nella O2 arena                     | Incontri nella O2 arena |
| Gruppo | Vincitore                          | Perdente                                    | Punteggio               |
| --- | ---------------------------------- | ------------------------------------------- | ----------------------- |
| Gruppo Fleming/McEnroe | Henri Kontinen [5] John Peers [5]  | Raven Klaasen [7] Rajeev Ram [7]            | 6-3, 6-4                |
| Gruppo John McEnroe | Andy Murray [1]                    | Kei Nishikori [5]                           | 6(9)–7, 6-4, 6-4        |
| Gruppo Fleming/McEnroe | Feliciano López [4] Marc López [4] | Pierre-Hugues Herbert [1] Nicolas Mahut [1] | 7-5, 5-7, [10-8]        |
| Gruppo John McEnroe | Stan Wawrinka [3]                  | Marin Čilić [7]                             | 7–6(3), 7–6(3)          |
| Il 1º match è iniziato alle 12:00 GMT il 2º non prima delle 14:00 GMT il 3º non prima delle 18:00 GMT il 4º non prima delle 20:00 GMT |                                    |                                             |                         |

### Giorno 5: 17 novembre
| Incontri nella O2 arena | Incontri nella O2 arena           | Incontri nella O2 arena         | Incontri nella O2 arena |
| Gruppo | Vincitore                         | Perdente                        | Punteggio               |
| --- | --------------------------------- | ------------------------------- | ----------------------- |
| Gruppo Edberg/Jarryd | Bob Bryan [3] Mike Bryan [3]      | Treat Huey [8] Maks Mirny [8]   | 6-4, 6-4                |
| Gruppo Ivan Lendl | Novak Đoković [2]                 | David Goffin [9/ALT]            | 6-1, 6-2                |
| Gruppo Edberg/Jarryd | Jamie Murray [2] Bruno Soares [2] | Ivan Dodig [6] Marcelo Melo [6] | 6-3, 3-6, [10-6]        |
| Gruppo Ivan Lendl | Milos Raonic [4]                  | Dominic Thiem [8]               | 7–6(5), 6-3             |
| Il 1º match è iniziato alle 12:00 GMT il 2º non prima delle 14:00 GMT il 3º non prima delle 18:00 GMT il 4º non prima delle 20:00 GMT |                                   |                                 |                         |

### Giorno 6: 18 novembre
| Incontri nella O2 arena | Incontri nella O2 arena           | Incontri nella O2 arena                     | Incontri nella O2 arena |
| Gruppo | Vincitore                         | Perdente                                    | Punteggio               |
| --- | --------------------------------- | ------------------------------------------- | ----------------------- |
| Gruppo Fleming/McEnroe | Henri Kontinen [5] John Peers [5] | Pierre-Hugues Herbert [1] Nicolas Mahut [1] | 6(5)–7, 6-4, [10-4]     |
| Gruppo John McEnroe | Andy Murray [1]                   | Stan Wawrinka [3]                           | 6-4, 6-2                |
| Gruppo Fleming/McEnroe | Raven Klaasen [7] Rajeev Ram [7]  | Feliciano López [4] Marc López [4]          | 6-3, 7–6(8)             |
| Gruppo John McEnroe | Marin Čilić [7]                   | Kei Nishikori [5]                           | 3-6, 6-2, 6-3           |
| Il 1º match è iniziato alle 12:00 GMT il 2º non prima delle 14:00 GMT il 3º non prima delle 17:45 GMT il 4º non prima delle 20:00 GMT |                                   |                                             |                         |

### Giorno 7: 19 novembre
| Incontri nella O2 arena | Incontri nella O2 arena           | Incontri nella O2 arena           | Incontri nella O2 arena |
| Evento | Vincitore                         | Perdente                          | Punteggio               |
| --- | --------------------------------- | --------------------------------- | ----------------------- |
| Semifinale Doppio | Henri Kontinen [5] John Peers [5] | Bob Bryan [3] Mike Bryan [3]      | 7–6(2), 6-4             |
| Semifinale Singolare | Andy Murray [1]                   | Milos Raonic [4]                  | 5-7, 7–6(5), 7–6(9)     |
| Semifinale Doppio | Raven Klaasen [7] Rajeev Ram [7]  | Jamie Murray [2] Bruno Soares [2] | 6-1, 6-4                |
| Semifinale Singolare | Novak Đoković [2]                 | Kei Nishikori [5]                 | 6-1, 6-1                |
| Il 1º match è iniziato alle 12:00 GMT il 2º non prima delle 14:00 GMT il 3º non prima delle 18:00 GMT il 4º non prima delle 20:00 GMT |                                   |                                   |                         |

### Giorno 8: 20 novembre
| Incontri nella O2 arena                                               | Incontri nella O2 arena           | Incontri nella O2 arena          | Incontri nella O2 arena |
| Evento                                                                | Vincitore                         | Perdente                         | Punteggio               |
| --------------------------------------------------------------------- | --------------------------------- | -------------------------------- | ----------------------- |
| Finale Doppio                                                         | Henri Kontinen [5] John Peers [5] | Raven Klaasen [7] Rajeev Ram [7] | 2-6, 6-1, [10-8]        |
| Finale Singolare                                                      | Andy Murray [1]                   | Novak Đoković [2]                | 6-3, 6-4                |
| Il 1º match è iniziato alle 15:30 GMT il 2º non prima delle 18:00 GMT |                                   |                                  |                         |

## Campioni

### Singolare
Andy Murray ha sconfitto in finale  Novak Đoković col punteggio di 6-3, 6-4.
- È il quarantaquattresimo titolo in carriera per Murray, nono in stagione, primo Master di fine anno. Grazie a questa vittoria chiude l'anno da numero uno al mondo.

### Doppio
Henri Kontinen /  John Peers hanno sconfitto in finale  Raven Klaasen /  Rajeev Ram col punteggio di 2-6, 6-1, [10-8].